# Tetraclorură de sulf
Tetraclorura de sulf este o sare a sulfului cu acidului clorhidric cu formula chimică SCl4.